# Sympycnus cuprinus
Sympycnus cuprinus är en tvåvingeart som beskrevs av Wheeler 1899. Sympycnus cuprinus ingår i släktet Sympycnus och familjen styltflugor. Inga underarter finns listade i Catalogue of Life.